# 밥 비먼
로버트 (밥) 비먼(Robert (Bob) Beamon, 1946년 8월 29일 ~ )은 미국의 육상 선수이자, 멀리뛰기 선수이다.
뉴욕 퀸스 자메이카에서 출생하여 롱아일랜드의 자메이카 고등학교에서 멀리뛰기를 시작하였고, 노스캐롤라이나 대학교의 농업, 기술 대학교에 먼저 수학하였다가, 엘파소에 있는 텍사스 대학교로 옮겼다. 또 다시 롱아일랜드의 애델피 대학교로 옮겨, 농구를 하였다.
텍사스 대학교 재학 중 1968년 멕시코시티 올림픽에 참가하여, 멀리뛰기에서 29피트 2.5인치 (8.90m)의 세계 신기록을 세워 금메달을 획득하였다. 이 신기록은 당시 기록보다 무려 21.5cm이나 앞섰다. 이 대회 기록을 세운 후에도 이 종목에 계속 뛰었다가, 1972년에 은퇴하였다.
1973년 프로로 전향하였다가, 후에 코치가 되어 청소년 운동에 힘썼고 스포츠에 관련된 여러 활동에 참가하였다. 1977년에 미국 육상 명예 전당에 입성되었다.
1991년 마이크 파월이 8.95m를 기록하면서 깨졌다. 올림픽 신기록은 가장 오랜 기간 깨지지 않고 있다.